# Fehéroroszország a 2014. évi téli olimpiai játékokon
Fehéroroszország az oroszországi Szocsiban megrendezett 2014. évi téli olimpiai játékok egyik részt vevő nemzete volt. Az országot az olimpián 5 sportágban 26 sportoló képviselte, akik összesen 6 érmet szereztek.

## Érmesek
| Érem  | Versenyző         | Sportág      | Versenyszám                |
| ----- | ----------------- | ------------ | -------------------------- |
| Arany | Darja Domracsava  | Biatlon      | Női 10 km üldözőverseny    |
| Arany | Darja Domracsava  | Biatlon      | Női 12,5 km tömegrajtos    |
| Arany | Darja Domracsava  | Biatlon      | Női 15 km egyéni indításos |
| Arany | Anton Kushnir     | Síakrobatika | Férfi ugrás                |
| Arany | Alla Tsuper       | Síakrobatika | Női ugrás                  |
| Bronz | Nadezhda Skardino | Biatlon      | Női 15 km egyéni indításos |

## Alpesisí
Férfi
| Versenyző        | Versenyszám            | 1. futam      | 1. futam      | 2. futam | 2. futam | Összesítés | Összesítés |
| Versenyző        | Versenyszám            | Idő           | Hely.         | Idő      | Hely.    | Idő        | Helyezés   |
| ---------------- | ---------------------- | ------------- | ------------- | -------- | -------- | ---------- | ---------- |
| Yuri Danilochkin | Lesiklás               |               |               |          |          | 2:10,58    | 31.        |
| Yuri Danilochkin | Műlesiklás             | nem ért célba | nem ért célba | kiesett  | kiesett  | kiesett    | kiesett    |
| Yuri Danilochkin | Óriás-műlesiklás       | nem ért célba | nem ért célba | kiesett  | kiesett  | kiesett    | kiesett    |
| Yuri Danilochkin | Szuperóriás-műlesiklás |               |               |          |          | 1:22,45    | 37.        |

| Versenyző        | Versenyszám | Lesiklás      | Lesiklás      | Műlesiklás | Műlesiklás | Összesítés | Összesítés |
| Versenyző        | Versenyszám | Idő           | Hely.         | Idő        | Hely.      | Idő        | Helyezés   |
| ---------------- | ----------- | ------------- | ------------- | ---------- | ---------- | ---------- | ---------- |
| Yuri Danilochkin | Összetett   | nem ért célba | nem ért célba | kiesett    | kiesett    | kiesett    | kiesett    |

Női
| Versenyző      | Versenyszám            | 1. futam | 1. futam | 2. futam | 2. futam | Összesítés    | Összesítés    |
| Versenyző      | Versenyszám            | Idő      | Hely.    | Idő      | Hely.    | Idő           | Helyezés      |
| -------------- | ---------------------- | -------- | -------- | -------- | -------- | ------------- | ------------- |
| Maria Shkanova | Műlesiklás             | 59,67    | 33.      | 57,56    | 31.      | 1:57,23       | 29.           |
| Maria Shkanova | Óriás-műlesiklás       | 1:26,79  | 52.      | 1:23,79  | 41.      | 2:50,58       | 44.           |
| Maria Shkanova | Szuperóriás-műlesiklás |          |          |          |          | nem ért célba | nem ért célba |

## Biatlon
Férfi
| Versenyző                                                        | Versenyszám            | Időeredmény | Lövőhiba    | Helyezés |
| ---------------------------------------------------------------- | ---------------------- | ----------- | ----------- | -------- |
| Vladimir Chepelin                                                | 10 km sprint           | 25:49,7     | 1 (0+1)     | 29.      |
| Vladimir Chepelin                                                | 12,5 km üldözőverseny  | 36:57,2     | 1 (0+0+1+0) | 41.      |
| Vladimir Chepelin                                                | 20 km egyéni indításos | 54:59,2     | 3 (1+1+0+1) | 49.      |
| Szjarhej Novikav                                                 | 10 km sprint           | 26:00,8     | 0 (0+0)     | 33.      |
| Szjarhej Novikav                                                 | 12,5 km üldözőverseny  | 38:59,5     | 3 (0+1+1+1) | 50.      |
| Szjarhej Novikav                                                 | 20 km egyéni indításos | 55:41,7     | 2 (0+1+1+0) | 54.      |
| Evgeny Abramenko                                                 | 10 km sprint           | 26:55,0     | 2 (1+1)     | 56.      |
| Evgeny Abramenko                                                 | 12,5 km üldözőverseny  | 39:11,5     | 5 (0+0+4+1) | 51.      |
| Evgeny Abramenko                                                 | 20 km egyéni indításos | 55:38,8     | 3 (1+1+1+0) | 53.      |
| Yuryi Liadov                                                     | 10 km sprint           | 26:55,1     | 2 (1+1)     | 57.      |
| Yuryi Liadov                                                     | 12,5 km üldözőverseny  | 39:46,2     | 4 (1+1+0+2) | 56.      |
| Aliaksandr Darozhka                                              | 20 km egyéni indításos | 58:27,7     | 5 (2+0+2+1) | 80.      |
| Szjarhej Novikav Vladimir Chepelin Yuryi Liadov Evgeny Abramenko | 4 × 7,5 km váltó       | 1:16:02,3   | 0+5         | 13.      |

Női
| Versenyző                                                              | Versenyszám            | Időeredmény | Lövőhiba     | Helyezés |
| ---------------------------------------------------------------------- | ---------------------- | ----------- | ------------ | -------- |
| Darja Domracsava                                                       | 7,5 km sprint          | 21:38,6     | 1 (1+0)      | 9.       |
| Darja Domracsava                                                       | 10 km üldözőverseny    | 29:30,7     | 1 (0+0+0+1)  |          |
| Darja Domracsava                                                       | 12,5 km tömegrajtos    | 35:25,6     | 1 (0+0+0+1)  |          |
| Darja Domracsava                                                       | 15 km egyéni indításos | 43:19,6     | 1 (0+1+0+0)  |          |
| Nadezhda Skardino                                                      | 7,5 km sprint          | 21:50,9     | 0 (0+0)      | 17.      |
| Nadezhda Skardino                                                      | 10 km üldözőverseny    | 30:43,7     | 1 (0+0+0+1)  | 13.      |
| Nadezhda Skardino                                                      | 12,5 km tömegrajtos    | 37:08,0     | 2 (0+0+1+1)  | 15.      |
| Nadezhda Skardino                                                      | 15 km egyéni indításos | 44:57,8     | 0 (0+0+0+0)  |          |
| Nastassia Dubarezava                                                   | 7,5 km sprint          | 22:29,7     | 1 (0+1)      | 34.      |
| Nastassia Dubarezava                                                   | 10 km üldözőverseny    | 41:01,8     | 12 (1+4+4+3) | 56.      |
| Liudmila Kalinchik                                                     | 7,5 km sprint          | 22:37,8     | 2 (1+1)      | 37.      |
| Liudmila Kalinchik                                                     | 10 km üldözőverseny    | 32:54,9     | 2 (0+0+0+2)  | 33.      |
| Liudmila Kalinchik                                                     | 15 km egyéni indításos | 48:06,2     | 2 (0+1+0+1)  | 25.      |
| Nadzeya Pisarava                                                       | 15 km egyéni indításos | 48:55,4     | 3 (0+3+0+0)  | 35.      |
| Liudmila Kalinchik Nadezhda Skardino Nadzeya Pisarava Darja Domracsava | 4 × 6 km váltó         | 1:11:33,4   | 1+8          | 5.       |

Vegyes
| Versenyző                                                                  | Versenyszám  | Időeredmény | Lövőhiba | Helyezés |
| -------------------------------------------------------------------------- | ------------ | ----------- | -------- | -------- |
| Liudmila Kalinchik Nastassia Dubarezava Vladimir Chepelin Evgeny Abramenko | Vegyes váltó | 1:13:11,8   | 0+9      | 10.      |

## Rövidpályás gyorskorcsolya
Férfi
| Versenyző        | Versenyszám | Előfutam | Előfutam | Elődöntő | Elődöntő | B döntő | B döntő | Döntő   | Döntő   | Helyezés |
| Versenyző        | Versenyszám | Idő      | Hely.    | Idő      | Hely.    | Idő     | Hely.   | Idő     | Hely.   | Helyezés |
| ---------------- | ----------- | -------- | -------- | -------- | -------- | ------- | ------- | ------- | ------- | -------- |
| Maksim Siarheyeu | 1500 m      | 2:19,505 | 5.       | kiesett  | kiesett  | kiesett | kiesett | kiesett | kiesett | 28.      |

Női
| Versenyző      | Versenyszám | Előfutam | Előfutam | Elődöntő | Elődöntő | B döntő | B döntő | Döntő   | Döntő   | Helyezés |
| Versenyző      | Versenyszám | Idő      | Hely.    | Idő      | Hely.    | Idő     | Hely.   | Idő     | Hely.   | Helyezés |
| -------------- | ----------- | -------- | -------- | -------- | -------- | ------- | ------- | ------- | ------- | -------- |
| Volha Talayeva | 1500 m      | 2:27,817 | 6.       | kiesett  | kiesett  | kiesett | kiesett | kiesett | kiesett | 32.      |

## Síakrobatika
Ugrás
| Versenyző        | Versenyszám | Selejtező  | Selejtező  | Selejtező  | Selejtező  | Döntő      | Döntő      | Döntő      | Döntő      | Döntő      | Helyezés |
| Versenyző        | Versenyszám | 1. forduló | 1. forduló | 2. forduló | 2. forduló | 1. forduló | 1. forduló | 2. forduló | 2. forduló | 3. forduló | Helyezés |
| Versenyző        | Versenyszám | Pont       | Hely.      | Pont       | Hely.      | Pont       | Hely.      | Pont       | Hely.      | Pont       | Helyezés |
| ---------------- | ----------- | ---------- | ---------- | ---------- | ---------- | ---------- | ---------- | ---------- | ---------- | ---------- | -------- |
| Anton Kushnir    | Férfi       | 107,52     | 7.         | 115,38     | 2.         | 119,03     | 2.         | 115,84     | 3.         | 134,50     |          |
| Dmitri Dashinski | Férfi       | 106,64     | 8.         | 117,19     | 1.         | 108,41     | 5.         | 100,45     | 8.         | kiesett    | 8.       |
| Denis Osipau     | Férfi       | 81,86      | 17.        | 111,05     | 5.         | 99,36      | 9.         | kiesett    | kiesett    | kiesett    | 9.       |
| Aleksei Grishin  | Férfi       | 76,82      | 20.        | 88,94      | 9.         | kiesett    | kiesett    | kiesett    | kiesett    | kiesett    | 15.      |
| Alla Tsuper      | Női         | 66,15      | 14.        | 77,52      | 6.         | 99,18      | 1.         | 88,50      | 4.         | 98,01      |          |
| Hanna Huskova    | Női         | 44,08      | 22.        | 52,60      | 15.        | kiesett    | kiesett    | kiesett    | kiesett    | kiesett    | 21.      |

## Sífutás
Férfi
| Versenyző                                                            | Versenyszám     | Selejtező | Selejtező | Negyeddöntő | Negyeddöntő | Elődöntő | Elődöntő | Döntő     | Döntő    |
| Versenyző                                                            | Versenyszám     | Idő       | Hely.     | Idő         | Hely.       | Idő      | Hely.    | Idő       | Helyezés |
| -------------------------------------------------------------------- | --------------- | --------- | --------- | ----------- | ----------- | -------- | -------- | --------- | -------- |
| Alexander Lasutkin                                                   | 15 km           |           |           |             |             |          |          | 42:45,1   | 49.      |
| Alexander Lasutkin                                                   | 30 km           |           |           |             |             |          |          | 1:14:39,4 | 55.      |
| Sergei Dolidovich                                                    | 15 km           |           |           |             |             |          |          | 42:55,4   | 53.      |
| Sergei Dolidovich                                                    | 30 km           |           |           |             |             |          |          | 1:11:28,1 | 34.      |
| Sergei Dolidovich                                                    | 50 km           |           |           |             |             |          |          | 1:47:09,5 | 5.       |
| Michail Semenov                                                      | 15 km           |           |           |             |             |          |          | 43:36,0   | 59.      |
| Michail Semenov                                                      | 30 km           |           |           |             |             |          |          | 1:10:13,3 | 24.      |
| Michail Semenov                                                      | 50 km           |           |           |             |             |          |          | 1:47:36,0 | 17.      |
| Michail Semenov                                                      | Sprint          | 3:42,93   | 48.       | kiesett     | kiesett     | kiesett  | kiesett  | kiesett   | 48.      |
| Aliaksei Ivanou                                                      | 50 km           |           |           |             |             |          |          | 1:52:52,9 | 46.      |
| Michail Semenov Alexander Lasutkin Aliaksei Ivanou Sergei Dolidovich | 4 × 10 km váltó |           |           |             |             |          |          | 1:34:40,1 | 14.      |

Női
| Versenyző              | Versenyszám | Selejtező | Selejtező | Negyeddöntő | Negyeddöntő | Elődöntő | Elődöntő | Döntő     | Döntő    |
| Versenyző              | Versenyszám | Idő       | Hely.     | Idő         | Hely.       | Idő      | Hely.    | Idő       | Helyezés |
| ---------------------- | ----------- | --------- | --------- | ----------- | ----------- | -------- | -------- | --------- | -------- |
| Alena Sannikova        | 10 km       |           |           |             |             |          |          | 31:42,2   | 43.      |
| Alena Sannikova        | 15 km       |           |           |             |             |          |          | 44:09,7   | 53.      |
| Alena Sannikova        | 30 km       |           |           |             |             |          |          | 1:18:46,3 | 42.      |
| Valiantsina Kaminskaya | Sprint      | 2:46,76   | 47.       | kiesett     | kiesett     | kiesett  | kiesett  | kiesett   | 47.      |